# Ålands konstmuseum
Ålands konstmuseum – muzeum sztuki w Maarianhamina, stolicy Wysp Alandzkich, we wschodniej części miasta, około 200 metrów od portu.

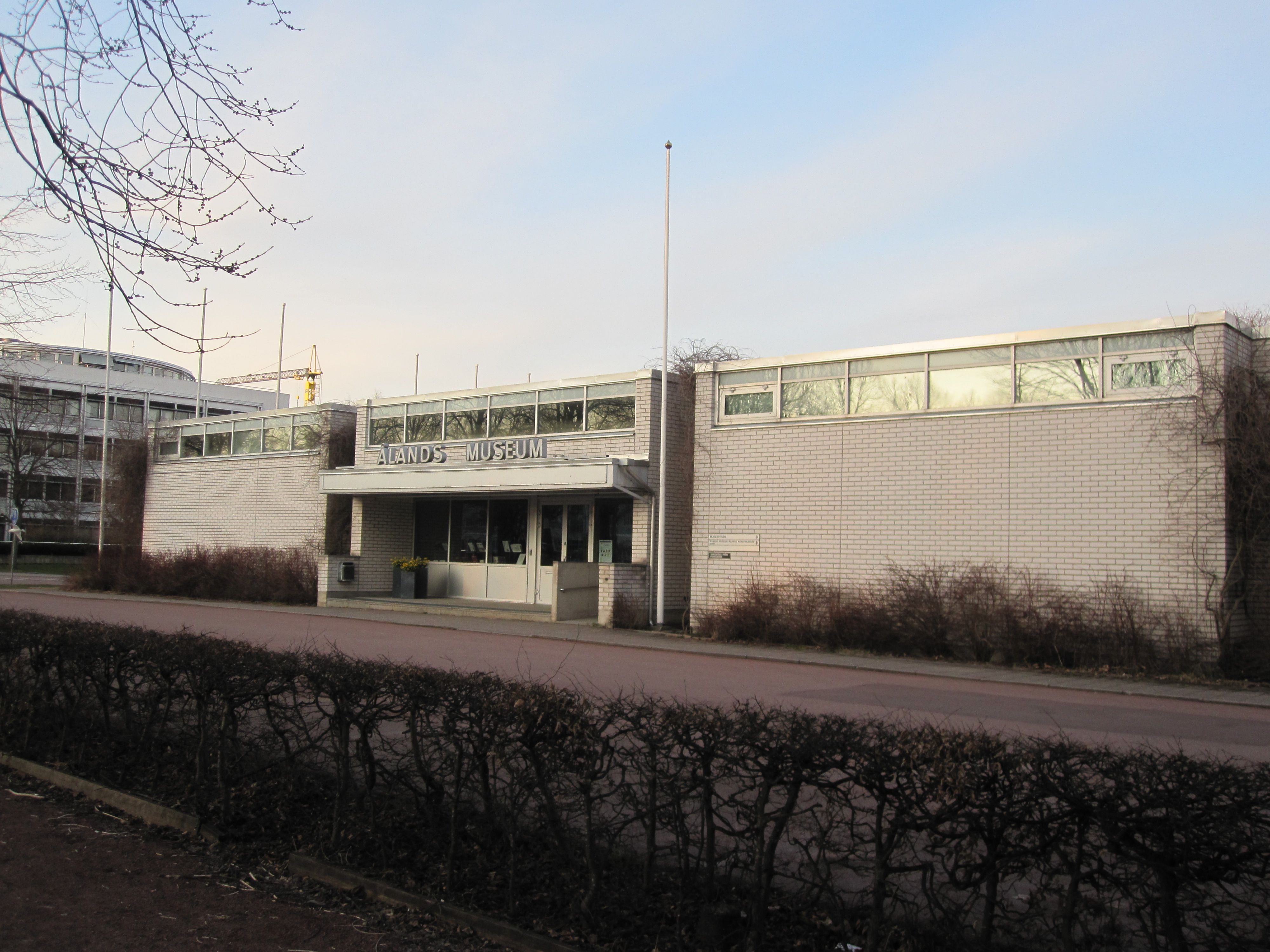
Budynek muzeum

Zbiory muzealne obejmują stałą kolekcję lokalnej twórczości artystycznej m.in. dzieła Karla Emanuela Janssona oraz wystawy czasowe. Ze względu na status polityczny Wysp Alandzkich muzeum jest miejscem prezentacji kultur Finlandii oraz Szwecji.

## Historia
Za początek muzeum uznać można kolekcję sztuki, którą fundacja „Alands vänner” (Przyjaciele Wysp Alandzkich) gromadziła od 1936 roku. W 1955 zostało założone Stowarzyszenie Sztuki Wysp Alandzkich, co w dużej mierze przyczyniło się do powstania muzeum osiem lat później, w 1963 roku. W 1976 roku fundacja „Alands vänner” przekazała muzeum całą kolekcję składającą się z 188 dzieł, min. obrazów oraz rzeźb, i od tego czasu aktywnie pozyskuje nowe eksponaty dla muzeum. W 1979 roku muzeum otrzymało hojną darowiznę w postaci prywatnej kolekcji sztuki państwa Stenholmów, składającej się z setek eksponatów.

## Dzieła sztuki

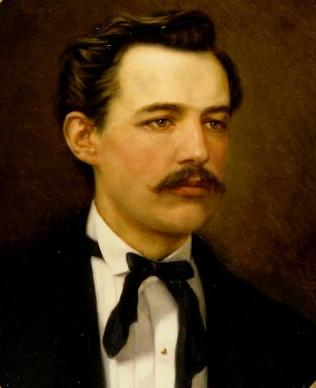
Karl Emanuel Jansson

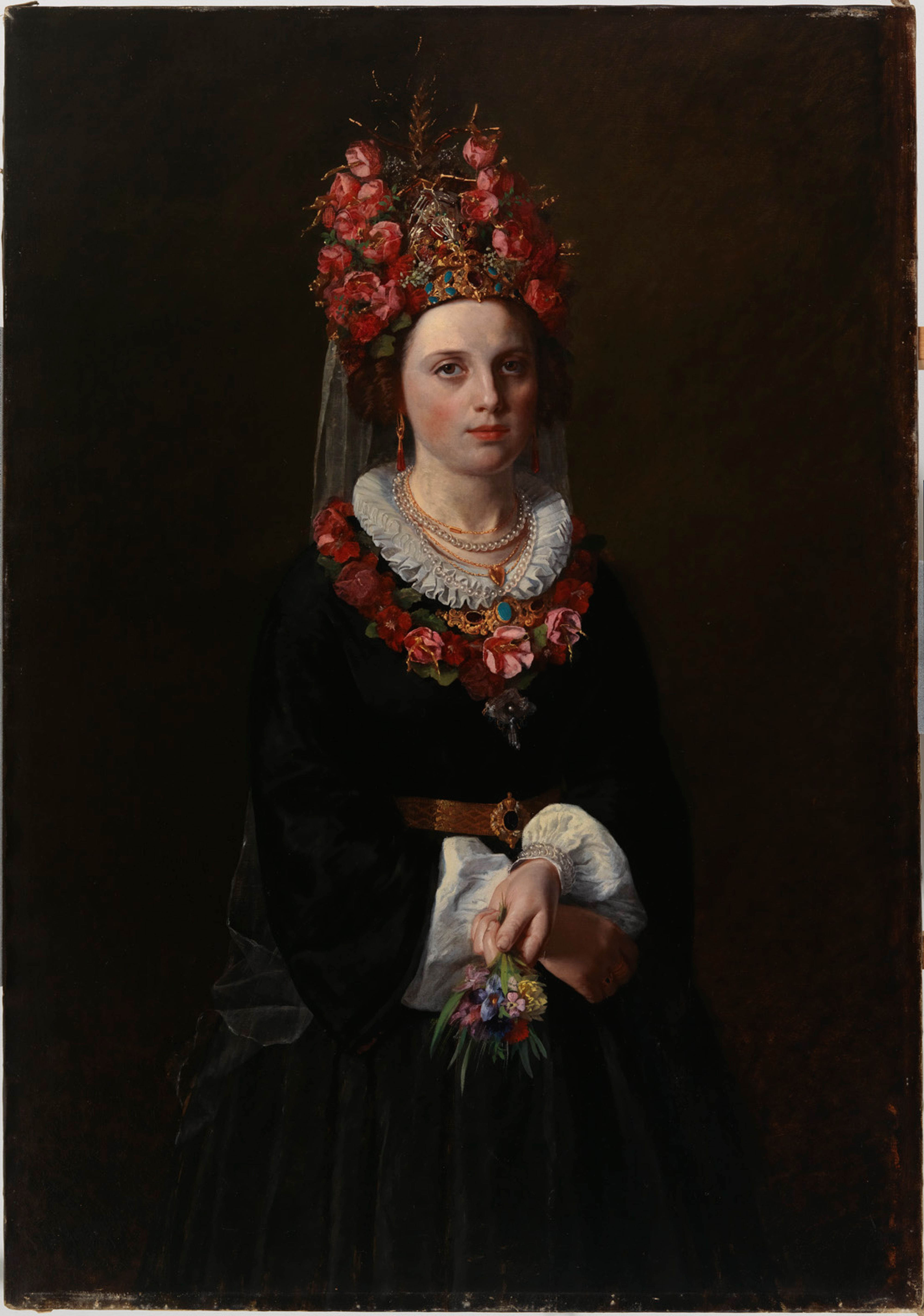
'Åländsk Bondbrud'

Muzeum zawiera kolekcję sztuki, która obejmuje około tysiąca eksponatów związanych z Wyspami Alandzkimi, datowanych od połowy XIX wieku aż do czasów współczesnych. W zbiorach znajdują się dzieła lokalnych artystów takich jak: Karl Emanuel Jansson oraz Joel Pettersson. Jednym z najbardziej znanych oraz cennych dzieł należących do muzeum jest obraz olejny Åländsk Bondbrud z roku 1869 autorstwa Karla Emanuela Janssona.

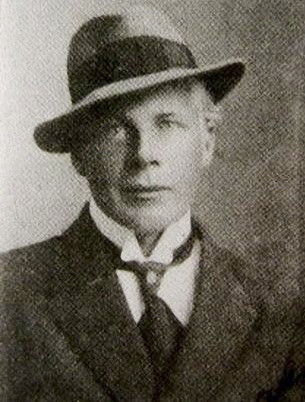
Joel Pettersson
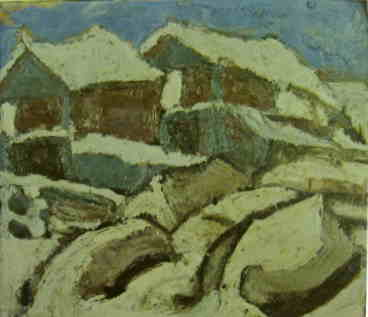
Obraz 'Vinter' Joela Petterssona
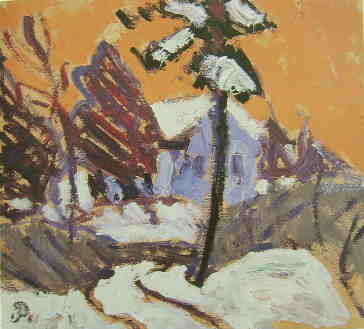
Obraz 'Aftonljus' Joela Petterssona